# Cintia
Cintia és un gènere que pertany a la família de les cactàcies amb una sola espècie Cintia knizei, nativa dels Andes a Bolívia. Aquesta planta va ser descoberta per Karel Kníže el 1966 a una altura de 4.000 metres a prop d'Otavi, en el departament de Potosí, Bolívia. No obstant això, no va ser descrita fins al 1969 per Jan Říha.

## Característiques
És un petit cactus (3-5 cm de diàmetre), de color verd, i aspecte globós amb prominents tubercles. L'arrel és tuberosa similar a la de la pastanaga i assoleix fins a 10 cm de longitud. Les arèoles es troben enfonsades entre els tubercles, són llanoses, igual que l'àpex de la planta, i sense espines en els exemplars adults, mentre que els joves posseeixen entre 5 a 6 espines curtes. Les flors són diürnes, de color groc i sorgeixen en l'extremitat de la tija, fan 3-4 cm de diàmetre.
S'ha proposat traslladar aquesta espècie al gènere Copiapoa i a The Plant List se'l considera un sinònim de Rebutia cintia Hjertson

## Taxonomia
Cintia knizei va ser descrita per Kníži & Říha i publicat a Kaktusy 31(2): 35. 1995.
Etimologia
Cintia: nom genèric que es va nomenar en honor de la ciutat de Cinti en el departament de Chuquisaca.